# Sembra morto... ma è solo svenuto
Sembra morto.... ma è solo svenuto è un film del 1986 diretto da Felice Farina.

## Trama
Due fratelli, Romano e Marina, vivono insieme. Poi lei si innamora di un vicino spacciatore e lui si mette a trafficare con i cani da corsa.

## Critica
... incerto tra la carineria e la cattiveria, **